# Coralliophila richardi
Coralliophila richardi är en snäckart som först beskrevs av P. Fischer 1882.  Coralliophila richardi ingår i släktet Coralliophila och familjen Coralliophilidae. Inga underarter finns listade i Catalogue of Life.